# Michał Wojtkiewicz
Michał Jan Wojtkiewicz (Tuchów; 24 de Junho de 1946 — ) é um político da Polónia. Ele foi eleito para a Sejm em 25 de Setembro de 2005 com 8846 votos em 15 no distrito de Tarnów, candidato pelas listas do partido Prawo i Sprawiedliwość.